# 圣费利切门
圣费利切门（義大利語：Porta San Felice）是意大利城市博洛尼亚昔日城墙上西侧的城门，位于艾米利亚街，圣费利切街与奥雷利奥沙菲街交接处, 穿越环形大道后。 

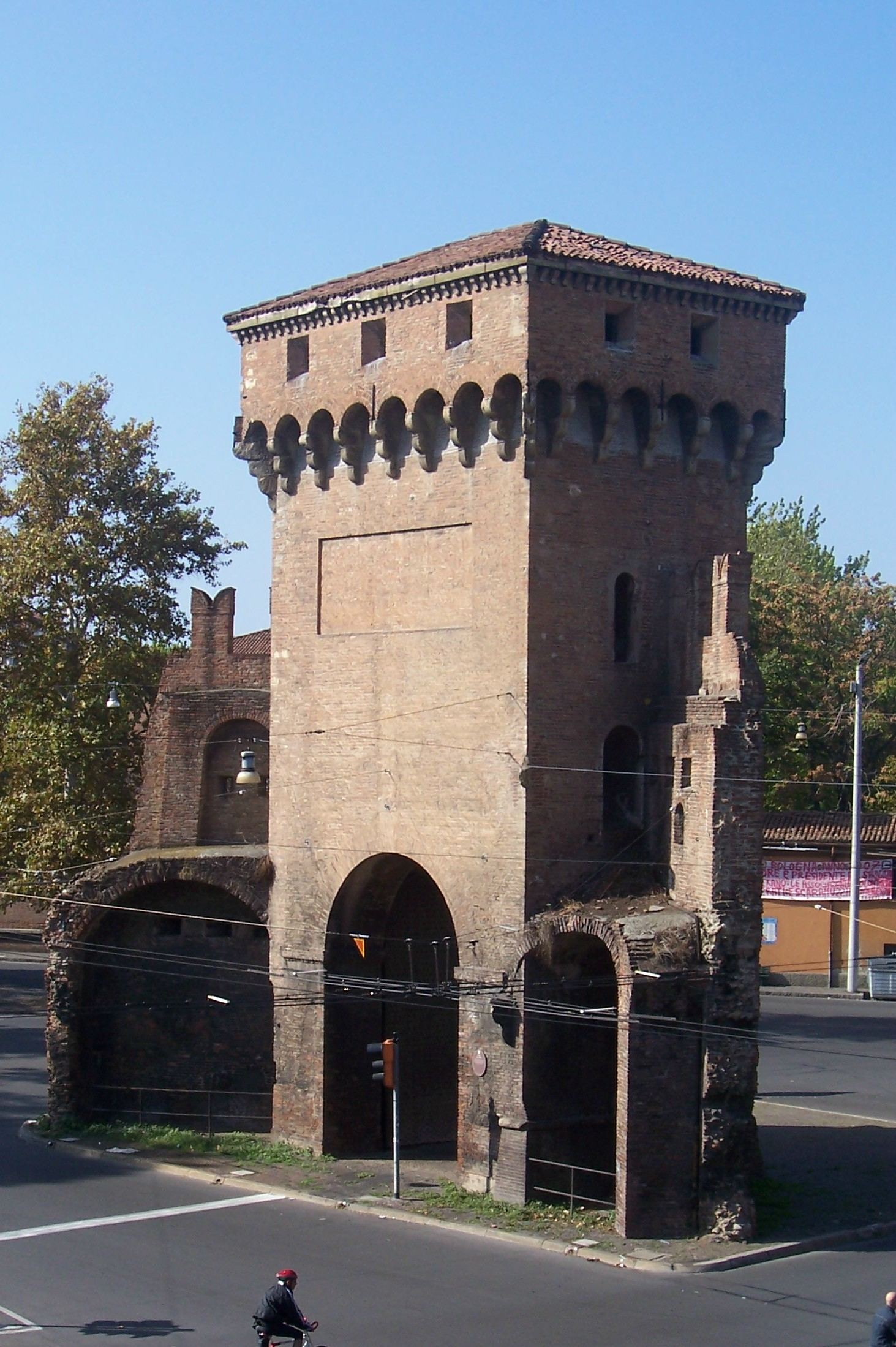
圣费利切门

圣费利切门建于13世纪，1334年重建，有堞口的塔楼和吊桥。1508年重建。1805年拿破仑访问该市时再次重建。1840年拆除侧翼城墙。入口设营房和税所。
44°29′57″N 11°19′38″E / 44.49917°N 11.32722°E